# 정원식 (축구 선수)
정원식(鄭元植, 2002년 1월 9일 ~ )은 대한민국의 축구 선수로, 포지션은 센터백이다. 현재 K3리그 강릉시민축구단 소속이다.